# Graviditetsvært
Par der er ufriviligt barnløse eller homoseksuelle mænd og som ønsker at etablere en familie med børn vælger i nogle tilfælde at benytte en graviditetsvært. En graviditetsvært er en kvinde der vælger at bære barnet for familien hvor den graviditetsbærende kvinde ikke selv er genetisk relateret til barnet. I stedet bruges både donoræg og donorsæd i den kunstige befrugtning. Donoren er tit en eller begge af de kommende forældre til barnet.
Det er lovligt at være graviditetsvært i Danmark også når der tages betaling for det. Faren til barnet vil være anerkendt som den juridiske far til barnet og kan nemt få del i forældremyndigheden. Han kan have forældremyndigheden alene, hvis graviditetsværten også ønsker det. Han kan i det tilfælde også dele forældremyndigheden med sin ægtefælle eller partner. Men faderens ægtefælle eller partner kan have problemer med at blive anerkendt som juridisk forælder til barnet, også i de tilfælde hvor det anvendte æg kommer fra den sociale moder. Det er tilfældet, hvis der er ydet økonomisk kompensation til graviditetsværten for at have gennemgået graviditet og fødsel. Men den sociale moder vil som nævnt kunne få del i forældremyndigheden og dermed have ret til at træffe beslutninger om barnet på ligefod med faderen. For danske par foregår det derfor typisk i USA eller Ukraine for intenderede forældre kan opnå forældremyndighed allerede inden barnet er født. 
Før kunstig befrugtning blev udbredt var det typisk rugemødre som hjalp ufrivilligt barnløse med at få et barn. Andre alternativer er adoption eller regnbuefamilier.